# 克維特舍倫嶺
72°24′S 0°49′E / 72.400°S 0.817°E
克維特舍倫嶺是南極洲的山嶺，位於東部南極洲的毛德皇后地，屬於斯維爾德魯普山脈的一部分，該山嶺由德國探險隊發現，現時受南極條約體系管理。